# アサビーヤ
アサビーヤ (アラビア語: عصبيّة、「集団の感情」または「社会の結束」)は、一体性、集団意識、そして共有の目的と社会的結束の感覚を強調した社会連帯の概念で、元々は部族主義と氏族主義の文脈で使用されていた。アラビア語で「絡みつく、縛る」という意味を持つ عصب（'aṣaba）から派生している言葉であり、ほかに「神経過敏」という意味も持つ。
アサビーヤは必ずしも遊牧的であるとも、血縁関係に基づくものであるとも限らず、むしろ古典共和主義の哲学に似ている。現代における概念では、一般的に連帯に類似している。しかしながら、それは時としてナショナリズムや党派性、すなわち、状況にかかわらず自分のグループへの忠誠を示唆するため、しばしば否定的に関連づけられる。
この概念はイスラム以前の時代においては知られていたが、イブン・ハルドゥーンの『歴史序説』において広く普及し、人間社会の基本的な絆と歴史の基本的な動力であり、その純粋な形は遊牧形態にのみ存在すると述べられている。イブン・ハルドゥーンは、アサビーヤが周期的であり、文明の興亡と直接関連があると主張した。それは文明の始まりに最も強く、文明が進むにつれて衰退し、その後、別のより魅力的なアサビーヤがその位置を占め、異なる文明を確立する助けとなる。

## 概要

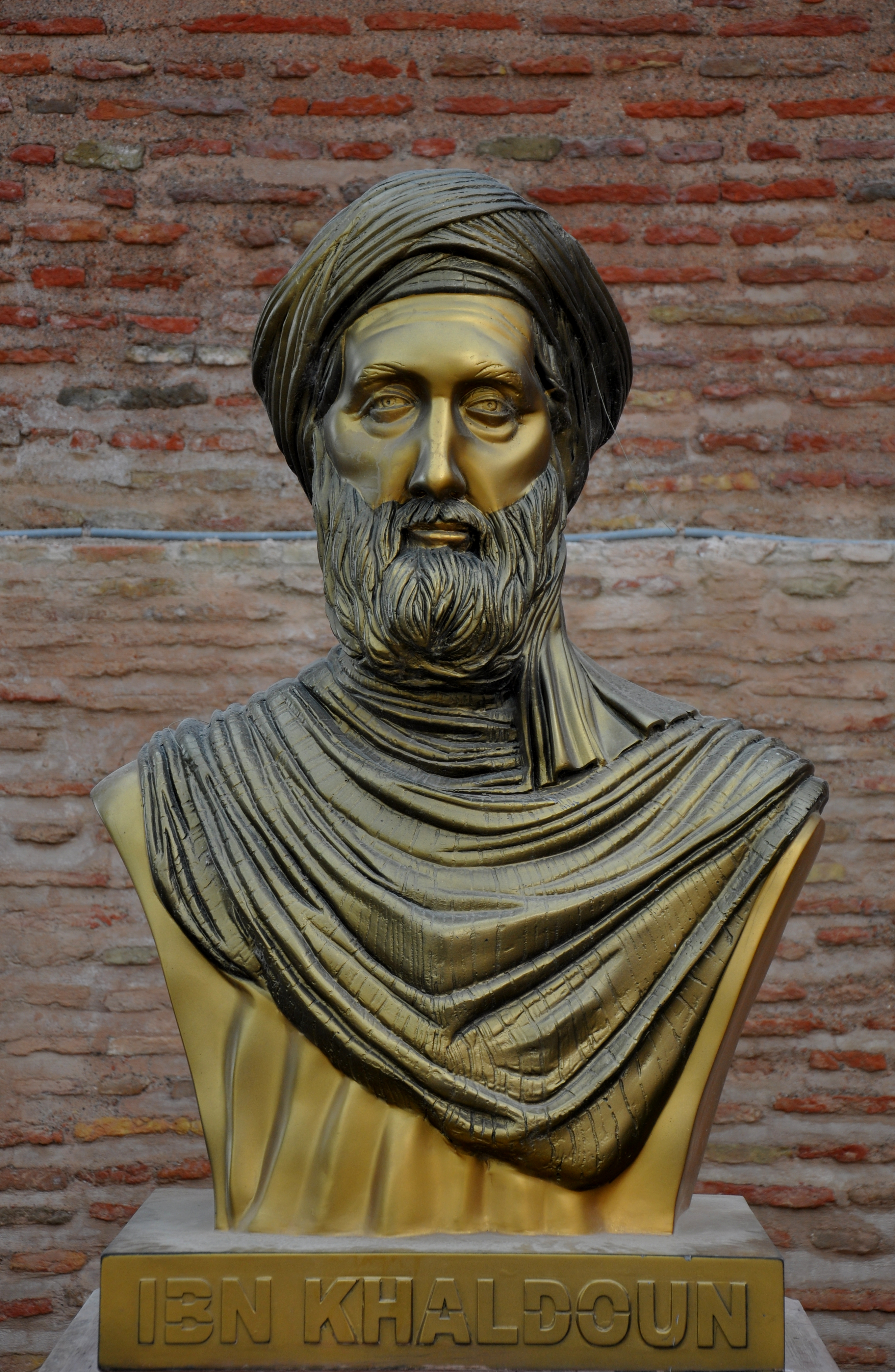
ビジャイアのカスバ入口にあるイブン・ハルドゥーン (1332-1406) の胸像、アルジェリア

イブン・ハルドゥーンはアサビーヤを、コミュニティを形成する人間間の結束の絆として記述する。この絆は、遊牧社会から国家、帝国まで、あらゆるレベルの文明に存在する。 アサビーヤは遊牧の段階で最も強く、文明が進展するにつれて減少する。 これが衰退すると、より強力なアサビーヤがその場を取って代わる可能性がある。したがって、文明は興亡し、歴史はこれらのサイクルを記述する。
イブン・ハルドゥーンは、ある王朝（または文明)が自身の衰退の種を内包していると主張した。彼は、統治家族がたいてい既存の帝国の周辺で出現し、その地域で存在するはるかに強力なアサビーヤを利用して、リーダーシップの変革をもたらすと説明する。これは、新しい支配者が初めは前の支配者と比較して「野蛮人」と見なされることを意味する。彼らが自身の帝国の中心に自身を確立すると、彼らはますます緩やかになり、調整、規律、警戒が少なくなり、新しい権力とライフスタイルを維持することにより関心を持つようになる。彼らのアサビーヤは派閥主義と個人主義に溶解し、政治的単位としての能力を低下させる。その結果、新たな王朝が彼らの支配の周辺で出現し、強大になり、リーダーシップの変更を行う、という状況が生まれる。そしてこのサイクルが続いていく。イブン・ハルドゥーンはさらに『歴史序説』で、「王朝は個々と同様に自然な寿命を持つ」と述べ、一般にどの王朝も約40年間の三世代を超えて続くことはないと述べている。

## 関連文献
- Ahmed, Akbar S（英語版）. 2003. Islam under siege: living dangerously in a post-honor world. Cambridge: Polity.
- Fanusie, Yaya J. 2020 November 1. "As African American Patriotism Declines, So Will America." 1776 Unites（英語版）.
- Korotayev, Andrey. 2006. Secular Cycles and Millennial Trends in Africa. Moscow: URSS.
- Turchin, Peter. 2003. Historical Dynamics: Why States Rise and Fall. Princeton, NJ: Princeton University Press.